# Voldens Cirkel
Voldens Cirkel er en dansk kortfilm fra 2012 instrueret af Max Patrick Thuesen efter eget manuskript.

## Handling
En aften gør Mads noget dumt, og nu må han se konsekvenserne i øjnene. En film om, hvordan vold påvirker et menneske og deres omgivelser.